# Тварь из Чёрной Лагуны
«Тварь из Чёрной Лагуны» (англ. Creature from the Black Lagoon) — американский фильм ужасов 1954 года. Первая кинокартина из цикла про Gillman’a (жаброчеловека) — существа, подобного Ихтиандру. Фильм входит в классическую серию фильмов ужасов студии Universal. Сборы фильма составили 1 800 000 долларов. За картиной последовало ещё два продолжения, но они получились слабее, чем оригинал.

## Сюжет
В верховьях Амазонки экспедиция, возглавляемая профессором Карлом Майя, проводит исследование ископаемых остатков девонского периода. Неожиданно они находят окаменелую пятипалую конечность, имеющую большое сходство с плавником рыбы. Профессор отправляется в институт морской биологии, оставляя своих помощников на месте раскопок. Молодые учёные, работающие в институте, Марк Уильямс, Дэвид Рид и Кей Лоуренс с энтузиазмом принимают предложение профессора принять участие в раскопках. Пока Майя отсутствовал, на рабочих, оставшихся в лагере, нападает таинственное существо и убивает их.
Экспедиция фрахтует судно «Рита» под командованием капитана Лукаса и отправляется в глубь Амазонии. Прибыв на место, учёные видят разгромленный лагерь, что весьма тревожит их. Тем не менее участники экспедиции принимаются за раскопки. Однако результаты неутешительны. Тогда профессор вспоминает, что приток, расположенный рядом с лагерем, впадает в водоём, именуемый Чёрной Лагуной, откуда, однако, никто не вернулся. Дэвид предлагает продолжить исследования там.
Марк и Дэвид, используя акваланги, приступают к подводным исследованиям. Их передвижение привлекают внимание жаброчеловека, обитающего в лагуне. Взятые ими образцы оказываются идентичными с места раскопок. Кей опрометчиво решает искупаться в лагуне. Она ещё больше возбуждает жаброчеловека, который долгое время следует за ней. При этом он попадает в трал, которым учёные пробуют собирать камни со дна лагуны. Когда наконец удаётся поднять сеть, в ней оказывается огромная дыра. Среди обрывков сети Марк находит коготь жаброчеловека. Дэвид и Марк снова спускаются под воду — один с фотоаппаратом, другой с гарпунным ружьём. Им удаётся найти жаброчеловека, и Марк стреляет в него гарпуном, что, однако, не причиняет большого вреда твари. Разозлённая тварь поднимается на судно и убивает одного из матросов.
Учёные решают поймать жаброчеловека. Капитан Лукас предлагает им использовать для этого ротенон — вещество, вызывающее состояние, сходное с опьянением у существ, дышащих жабрами. Первая попытка неудачна — всплывает много рыб, но жаброчеловека среди них нет. Тогда исследователи увеличивают дозу ротенона. На этот раз жаброчеловек действительно пьянеет. Он пытается скрыться в наземном гроте, но там Марк и Дэвид обнаруживают его. Однако перед этим жаброчеловек душит второго матроса и хватает Кей. Марк принимает мудрое решение убить тварь, но Дэвид останавливает его. Дезориентированное существо помещают в клетку из толстых стволов. Далее Марк предлагает свернуть экспедицию, так как основная цель её достигнута, и снова Дэвид останавливает его, настаивая на обследовании грота. Тем временем действие ротенона заканчивается. Жаброчеловек ломает клетку и нападает ещё на одного члена экспедиции — доктора Томпсона. Ему удаётся выжить только благодаря Кей, которая бросает в тварь керосиновую лампу. Жаброчеловеку остаётся только спасаться бегством.
Теперь Дэвид настаивает на прекращении экспедиции. Несмотря на противодействие Марка, капитан Лукас берёт курс в порт приписки. Однако вернуться оказывается не так-то просто — узкий выход из лагуны завален древесными стволами. Попытка удалить стволы при помощи судовой лебедки оказывается безрезультатной — жаброчеловек обрывает канат. Дэвид решает сам закрепить тросы, для этого он спускается под воду. Марк тоже погружается с целью попытаться поймать жаброчеловека, однако силы неравны, и в схватке с тварью учёный погибает. Положение становится критическим. Дэвид решает снова попытаться опьянить жаброчеловека, однако запасы ротенона на исходе. Учёным приходит идея сделать распылитель вещества. При следующем погружении в воду Дэвиду удаётся использовать устройство, так что он достигает своей цели. Отравленный жаброчеловек перестаёт представлять помеху для учёного, и Риду удаётся основательно закрепить трос, что позволяет сдвинуть стволы с места и освободить проход. Однако жаброчеловек снова забирается на судно и хватает Кей. Он относит девушку в свой грот. Дэвид чуть ли не врукопашную схватывается с тварью, однако монстр намного сильнее. Спасают ситуацию профессор Майя и капитан Лукас, от которых жаброчеловек получает изрядную порцию свинца, но даже выстрелы в упор не убивают его…

## Актёры
- Антонио Морено — доктор Карл Майя

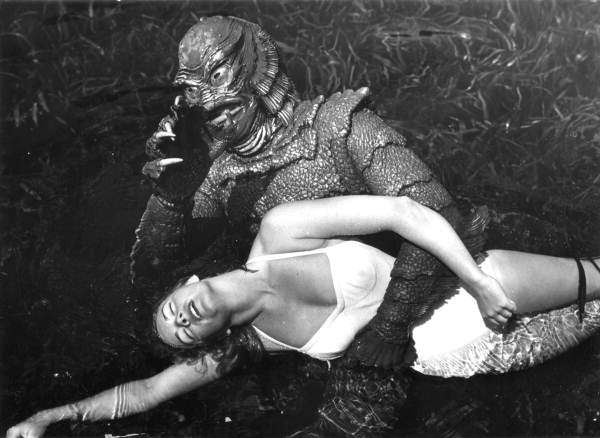
Кадр из фильма

- Бен Чепмен — жаброчеловек (наземные съёмки)
- Рику Браунинг — жаброчеловек (подводные съёмки)
- Берни Гозьер — Зи
- Генри Эскланте — Чико
- Джули Адамс — Кей Лоуренс
- Нестор Пайва — капитан Лукас
- Перри Лопес — Томас
- Ричард Карлсон — доктор Дэвид Рид
- Ричард Деннинг — Марк Уильямс
- Родд Редуинг — Луис
- Уит Бисселл — доктор Эдвин Томпсон

## Оценка
Фильм разбирается Стивеном Кингом в книге «Пляска смерти». Несмотря на несколько критическую оценку, картина включена им в список ста наиболее значимых фильмов в жанре ужасов и научной фантастики с 1950 по 1980 год, прилагающийся к книге.

## Работа над ремейком
«Тварь из Чёрной Лагуны» представил зрителям последнего киномонстра в классической серии фильмов ужасов студии Universal — жаброчеловека. Картина не получила такой популярности как другие более известные фильмы о монстрах студии Universal, например «Дракула» или «Франкенштейн», но всё же оставила заметный след в истории кинематографа и жанра ужасов и обзавелась значительным числом фанатов. Например среди поклонников фильма есть шведский режиссёр Ингмар Бергман, который говорил, что пересматривал «Тварь из Чёрной Лагуны» на каждый свой день рождения. На волне популярности фильмов ужасов в конце 1970-х, начале 1980-х студии начали снимать ремейки классических фильмов 1950-х годов, таких как «Нечто» (1982) и «Вторжение похитителей тел» (1978), следующим фильмом должен был стать ремейк «Твари». Режиссёр Джон Лэндис попытался запустить в производство этот ремейк в 1982 году. Работу над сценарием начал Найджел Нил. В его сценарии в фильме было двое жабролюдей, а не один как в оригинале. Лэндис планировал снимать фильм в 3D, но руководство Universal было против и дальше написания сценария дело не пошло.
8 августа 2024 года было объявлено, что режиссёр фильма «Пила» Джеймс Ван ведёт обсуждение по поводу ремейка фильма «Тварь из Чёрной Лагуны».